# 鬼狒
黑面山魈，又名鬼狒狒、灰狒狒，是猴科山魈属的一种。该属另外一种动物是山魈，过去这两种动物曾被归入狒狒属。
黑面山魈在外表上與山魈相似，只是面部沒有後者那麽顔色豐富，故得名黑面山魈。主要生活在非洲的喀麥隆、尼日利亞等少部分地區，屬於非洲最為瀕危的靈長目動物之一。

## 描述
黑面山魈是一种尾巴较短的猴，身长达70厘米，外观类似山魈但是脸没有鲜艳的蓝色与红色，而是黑色。它的两性差异很大，尤其体现在了重量，成年雄性黑面山魈重达50公斤，雌性只有12公斤。身体整体呈暗灰褐色。成年雄性有粉红色的下唇和白色的下巴。臀部则是粉色，紫色或是蓝色。雌性则没有粉红色的下巴。

## 亚种
黑面山魈的兩個亞種：
- Mandrillus leucophaeus leucophaeus
- Mandrillus leucophaeus poensis